# Edward Bryant
Edward Bryant (White Plains, New York, 1945. augusztus 7. – Denver, Colorado, 2017. február 10.) amerikai író.

## Főbb művei
Regények és novellák
- Phoenix Without Ashes (1975)
- The Man of the Future (1990)
- Fetish (1991)
- The Cutter (1991)
- The Thermals of August (1992)
- Aqua Sancta (1993)
- While She Was Out (2001)

Gyűjtemények
- Among the Dead and Other Events Leading Up to the Apocalypse (1973)
- Cinnabar (1976)
- Wyoming Sun (1980)
- Particle Theory (1981)
- Neon Twilight (1990)
- Darker Passions (1992)
- The Baku: Tales of the Nuclear Age (2001)
- Trilobyte (2014)
- Predators and Other Stories (2014)